# Кнолеви
Кнолеви (груз. კნოლევი) — село в Грузии, на территории Карельского муниципалитета края (мхаре) Шида-Картли.

## География
Село находится в центральной части Грузии, на левом берегу реки Проне Средняя, на расстоянии приблизительно 16 километров (по прямой) к северо-западу от города Карели, административного центра муниципалитета. Абсолютная высота — 765 метров над уровнем моря.

## Население
По результатам официальной переписи населения 2014 года в Кнолеви проживало 244 человека (122 мужчины и 122 женщины). В национальной структуре населения грузины составляли 99,2 %, осетины — 0,8 %.
| Год  | Население, человек |
| ---- | ------------------ |
| 2002 | 383                |
| 2014 | ↘ 244              |